# Phorbas californiana
Phorbas californiana är en svampdjursart som först beskrevs av de Laubenfels 1932.  Phorbas californiana ingår i släktet Phorbas och familjen Hymedesmiidae.
Artens utbredningsområde är Kalifornien. Inga underarter finns listade i Catalogue of Life.